# Rybná nad Zdobnicí
Rybná nad Zdobnicí (jusqu'en 1945 : Německá Rybná ; de 1945 à 1947 : Orlická Rybná ; en allemand : Deutsch Rybna) est une commune du district de Rychnov nad Kněžnou, dans la région de Hradec Králové, en Tchéquie. Sa population s'élevait à 411 habitants en 2023.

## Géographie
Rybná nad Zdobnicí se trouve dans la monts Orlické hory, à 6 km à l'est-sud-est de Vamberk, à 9 km au sud-est de Rychnov nad Kněžnou, à 41 km à l'est-sud-est de Hradec Králové et à 138 km à l'est de Prague.
La commune est limitée par Jahodov au nord, par Slatina nad Zdobnicí à l'est, par Záchlumí au sud et par Vamberk à l'ouest.

## Histoire
La première mention écrite de la localité date de 1354.

## Galerie

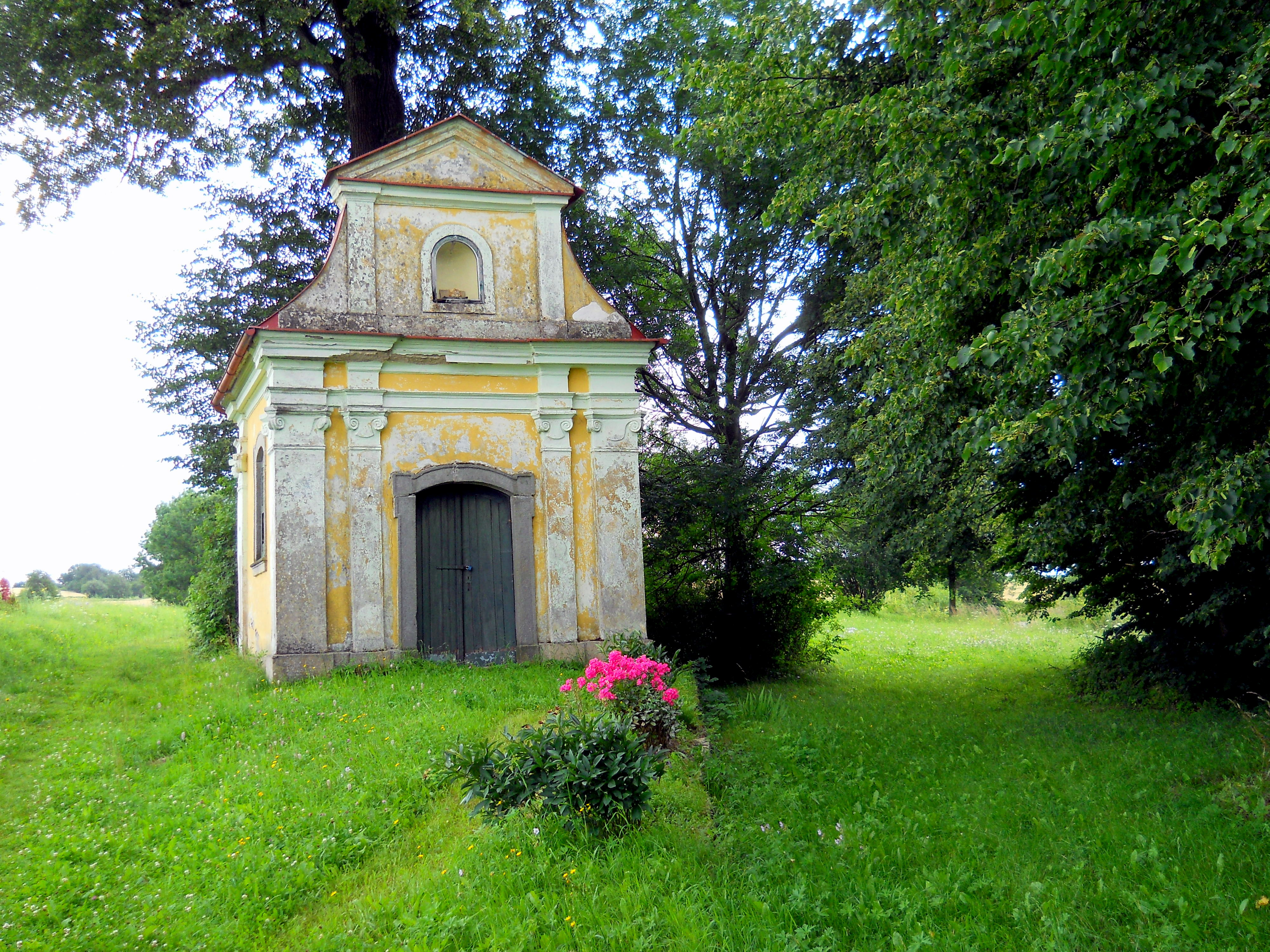
Chapelle Saint-Anne.
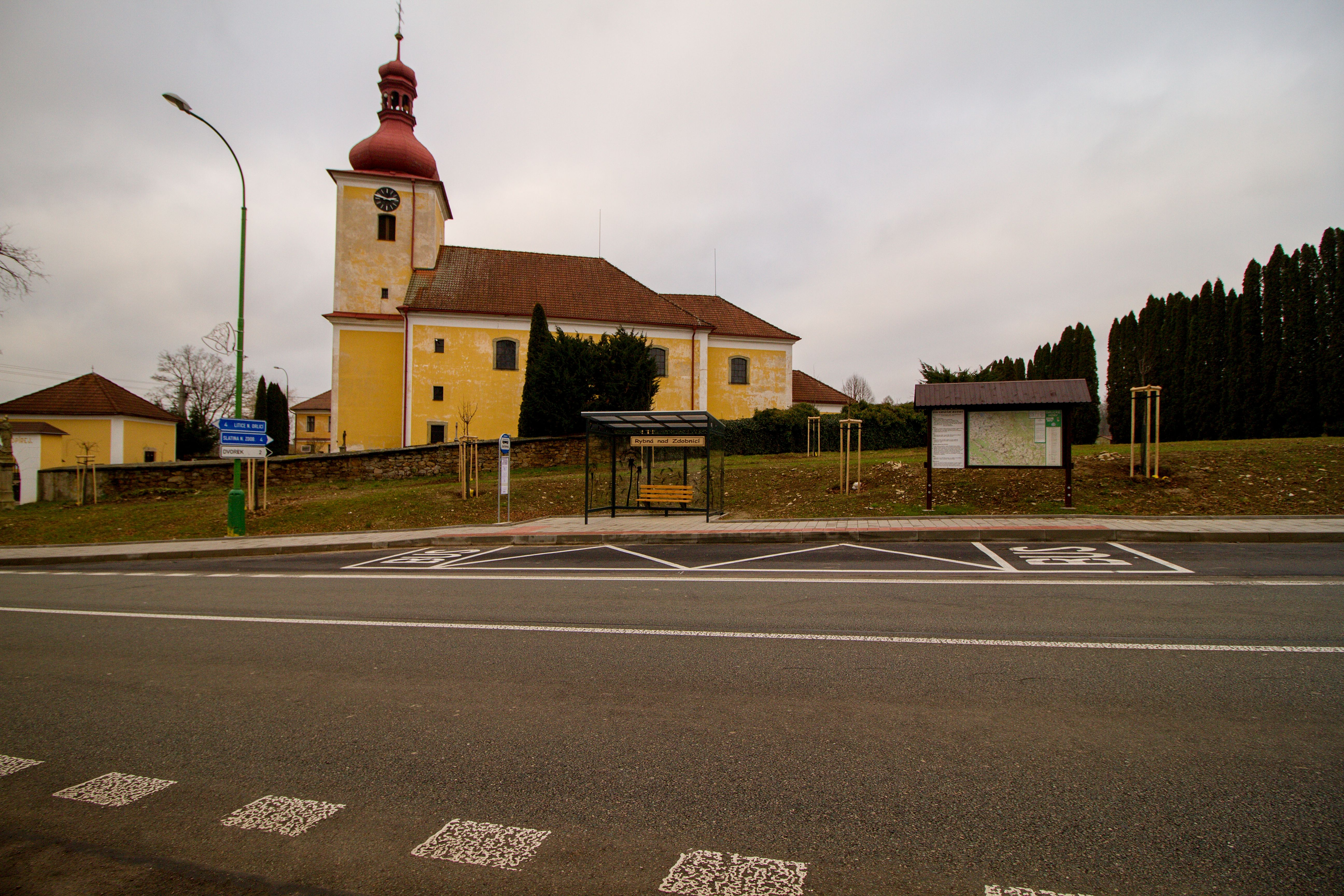
Église Saint-Jacques-le-Majeur.

## Transports
Par la route, Rybná nad Zdobnicí se trouve à 6,3 km de Vamberk, à 13 km de Rychnov nad Kněžnou, à 47 km de Hradec Králové et à 164 km de Prague.